# Wola Bystrzycka
Wola Bystrzycka – wieś w Polsce, położona województwie lubelskim, w powiecie łukowskim, w gminie Wojcieszków. Leży nad rzeką Małą Bystrzycą, dopływem Bystrzycy (w dorzeczu Tyśmienicy).
W latach 1975–1998 miejscowość administracyjnie należała do województwa siedleckiego.
Wieś stanowi sołectwo w gminie Wojcieszków. Według Narodowego Spisu Powszechnego z roku 2011 wieś liczyła 513 mieszkańców.
Na terenie wsi znajduje się pomnik ku pamięci zmarłych tragicznie lotników samolotu „Karaś”, Szkoła Podstawowa oraz Ochotnicza Straż Pożarna (OSP).
Wierni Kościoła rzymskokatolickiego należą do parafii Najświętszego Serca Pana Jezusa w Wojcieszkowie.

## Integralne części wsi
| SIMC    | Nazwa                   | Rodzaj    |
| ------- | ----------------------- | --------- |
| 0695479 | Dąbkowa                 | część wsi |
| 0695485 | Glinianki               | część wsi |
| 0695491 | Kolonia Wola Bystrzycka | część wsi |
| 0695500 | Paśnik                  | część wsi |
| 0695516 | Polesie                 | część wsi |
| 0695522 | Psie Górki              | część wsi |
| 0695539 | Stara Wieś              | część wsi |
| 0695545 | Szlachta                | część wsi |
| 0695551 | Wiatraczna              | część wsi |

## Urodzeni w Woli Bystrzyckiej
- Marceli Porowski ps. Sowa, Mazowiecki, Wolski (ur. 4 lutego 1894 w Woli Bystrzyckiej, zm. 20/21 października 1963 w Warszawie) – polski samorządowiec, działacz konspiracyjny, trzydziesty pierwszy prezydent Warszawy.
- Mieczysław Stypułkowski ps. Mietek, Rola, Miś (ur. 16 października 1909 w Woli Bystrzyckiej, zm. 3 czerwca 1943 w Warszawie) – polski duchowny katolicki, kapitan Wojska Polskiego, członek ruchu oporu podczas II wojny światowej.